# Luci Volusi Saturní (cònsol sufecte 12 aC)
Luci Volusi Saturní (en llatí Lucius Volusius Saturninus) va ser un magistrat romà.
Era cònsol sufecte l'any 12 aC. Descendia d'una noble família en la que cap dels seus membres havia obtingut anteriorment una magistratura de l'estat més enllà de la pretoria. Va acumular una gran riquesa que va fer famosa la seva família. Va morir l'any 20.